# Calcul horaire
Vestige du système sexagésimal, le calcul horaire ou calcul en h:min:s présente parfois quelques difficultés pour les habitués du système décimal. En effet, il faut pour changer d'unité compter jusqu'à 60 (seconde en minute, minute en heure) ou jusqu'à 24 (heure en jour). De plus, l'habitude du calcul en système décimal avec virgule oblige parfois à des conversions pour revenir au système j:h:min:s. Enfin, l'unité internationale étant la seconde, il est souvent nécessaire de savoir effectuer des conversions vers la seconde ou à partir de la seconde.
Dans le système scolaire français la maîtrise du système heures-minutes-secondes se fait principalement durant le cycle des approfondissements. C'est notamment seulement en CM2 que l'on voit apparaitre la compétence "Calculer une durée à partir de la donnée de l'instant initial et de l'instant final". la familiarisation avec les notions de durée se continue durant le collège  et c'est en quatrième que le calcul de conversion de vitesse est abordé.
Les techniques apprises sur les calculs horaires peuvent se transférer aux calculs d'angles exprimés en degrés - minutes - secondes

## Calculs en système jour, heure, minute, seconde

### Addition
Pour effectuer la somme de deux durées exprimées en jour, heure, minute, seconde, on commence par additionner les secondes, si elles dépassent 60,  on remplace 60 secondes par une minute ce qui conduit à poser une retenue. On additionne ensuite les minutes (retenue comprise), si elles dépassent 60, on remplace 60 minutes par une heure ce qui conduit à poser une retenue. On additionne ensuite les heures (retenue comprise), si elles dépassent 24, on remplace 24 heures par un jour. On additionne enfin les jours (retenue compris)
exemple : il s'agit de faire la somme  18 h 12 min 34 s + 12 h 54 min 43 s. Une présentation sous forme de tableau est envisageable
| Jours | Heures | Minutes | Secondes | Commentaires                         |
| ----- | ------ | ------- | -------- | ------------------------------------ |
|       | 18     | 12      | 34       |                                      |
|       | 12     | 54      | 43       |                                      |
|       |        |         | 77       | On somme les secondes                |
|       |        | 1       | 17       | On convertit 60 secondes en 1 minute |
|       |        | 67      | 17       | On somme les minutes                 |
|       | 1      | 07      | 17       | On convertit 60 minutes en 1 h       |
|       | 31     | 07      | 17       | On somme les heures                  |
| 1     | 7      | 7       | 17       | On convertit 24 heures en 1 jour     |

donc 18 h 12 min 34 s + 12 h 54 min 43 s = 1 j 7 h 7 min 17 s

### Soustraction
Pour effectuer la différence entre deux durées exprimées en jour, heure, minute, seconde, on commence par soustraire les secondes, si cela n'est pas possible, on remplace une minute par 60 secondes ce qui conduit à poser une retenue et on effectue la soustraction. On soustrait ensuite les minutes (retenue comprise) entre elles, si cela n'est pas possible, on remplace 1 heure par 60 minutes ce qui conduit à poser une retenue et on effectue la soustraction. On soustrait  ensuite les heures (retenue comprise), si cela n'est pas possible, on remplace 1 jour par 24 heures ce qui conduit à poser une retenue et on effectue la soustraction. On soustrait enfin les jours (retenue compris)
Exemple : il s'agit de faire la différence  18 h 12 min 34 s - 12 h 54 min 43 s. Une présentation sous forme de tableau est envisageable
| Jours | Heures | Minutes | Secondes | Commentaires                                                                                  |
| ----- | ------ | ------- | -------- | --------------------------------------------------------------------------------------------- |
|       | 18     | 12      | 34       |                                                                                               |
|       | 12     | 54      | 43       |                                                                                               |
|       |        | 1       | 51       | On ne peut soustraire 43 à 34, on convertit une minute en 60 secondes et on soustrait 43 à 94 |
|       | 1      | 17      | 51       | On ne peut soustraire 55 à 12, on convertit une heure en 60 min et on soustrait 55 à 72       |
|       | 5      | 17      | 51       | On soustrait 13 à 18                                                                          |

donc 18 h 12 min 34 s -  12 h 54 min 43 s = 5 h 17 min 51 s
Les autres opérations peuvent aussi s'effectuer en convertissant les secondes excédentaires en minutes etc. Mais, en général, il est plus simple d'effectuer les calculs dans le système décimal avec deux conversions (système h:min:s vers système décimal puis système décimal vers h:min:s)

## Conversion

### Vers le système décimal
Une unité étant choisie, il suffit d'utiliser le système de correspondances suivant :
|             | 1 jour | 1 heure | 1 minute | 1 seconde |
| ----------- | ------ | ------- | -------- | --------- |
| en heures   | 24     | 1       | 1/60     | 1/3 600   |
| en minutes  | 1 440  | 60      | 1        | 1/60      |
| en secondes | 86 400 | 3 600   | 60       | 1         |

Ainsi une durée de 1 j 3 h 24 min 12 s se convertit :
- en heures sous la forme : {\displaystyle 24+3+{\dfrac {24}{60}}+{\dfrac {12}{3\;600}}=27+{\dfrac {121}{300}}=27,40{\underline {3}}\approx 27,403\;333...}
- en secondes sous la forme : {\displaystyle 86\;400+3\times 3\;600+24\times 60+12=98\;652}

### Vers le système heures, minutes, secondes

#### À partir des secondes
Le principe est identique à celui de changement de base. Le reste de la division euclidienne du nombre de secondes par 60 donne le nombre de secondes restantes, et le quotient fournit le nombre de minutes. En divisant ce nombre de minutes par 60, on obtient pour reste, le nombre de minutes restantes et pour quotient le nombre d'heures. En divisant ce nombre d'heures par 24, on obtient pour reste le nombre d'heures restantes et pour quotient le nombre de jours.
Ainsi une durée de 100 000 secondes se convertit en 
- 1 666 min 40 s car : {\displaystyle 100\;000=1\;666\times 60+40}
- 27 h 46 min 40 s car : {\displaystyle 1\;666=27\times 60+46}
- 1 j 3 h 46 min 40 s car : {\displaystyle 27=1\times 24+3}

#### À partir des heures
Les calculs de temps de parcours à l'aide de vitesses exprimées en kilomètres par heure fait apparaitre des heures sous forme décimale. En multipliant la partie décimale par 60, on obtient comme partie entière le nombre de minutes, puis en multipliant la nouvelle partie décimale obtenue par 60, on obtient le nombre de secondes
Ainsi une durée de 12,3127 heures se convertit en
- 12 h 18,762 min car : {\displaystyle 60\times 0,3127=18,672}
- 12 h 18 min 45,72 s car : {\displaystyle 60\times 0,672=45,72}
- soit 12 h 18 min 45 s 720 ms

### Conversion de vitesses
Convertir des kilomètres par heure en mètres par seconde peut se faire grâce à un tableau de proportionnalité
| Mètres   | 1000 | 1000/3600=5/18 |
| Secondes | 3600 | 1              |

Ce qui permet de dire que pour convertir une vitesse  de km/h en m/s, il suffit de la multiplier par 5/18. Réciproquement, pour convertir une vitesse de m/s en km/h il suffit de la multiplier par 18/5 soit 3,6.

## En informatique
De nombreux tableurs proposent l'option d'afficher une durée en h:min:s ou en système décimal.